# هدى لطفي
هدى لطفي (1948 -) هي فنانة تشكيلية ومؤرخة ثقافية مصرية. تتضمن أعمال هدى لوحات فن تصويرى، والمنشأت التي تعكس أساليب متنوعة بما في ذلك الفرعونية، القبطية، الغربية، الإسلامية والعالمية المعاصرة.

## حياتها ونشتها
هدى لطفى ولدت في القاهرة عام 1948. وحصلت على شهادة الدكتوراه في الثقافة الإسلامية والتاريخ من جامعة مكغيل.
التحقت هدى لطفى بقسم العرب والحضارة الإسلامية بالجامعة الأمريكية بالقاهرة.